# Thysanoprymna palmeri
Thysanoprymna palmeri är en fjärilsart som beskrevs av Rothschild 1916. Thysanoprymna palmeri ingår i släktet Thysanoprymna och familjen björnspinnare. Inga underarter finns listade i Catalogue of Life.